# Live at Sheffield 74
Albums de Gong
The Owl & the Tree
(1990) Live au Bataclan 1973
(1990)
Live at Sheffield 74 est un album live de Gong sorti en 1990.
C'est l'enregistrement du concert du 8 octobre 1973 au City Hall à Sheffield. Une partie des morceaux avait été publiée sur le disque Greasy Truckers.

## Liste des titres
| No  | Titre                       | Durée |
| --- | --------------------------- | ----- |
| 1.  | Crystal Gnome               | 3:04  |
| 2.  | Gnomophone                  | 3:40  |
| 3.  | Bamboule                    | 2:20  |
| 4.  | Gnomofaune                  | 2:00  |
| 5.  | Radio Gnome 1 & 2           | 3:07  |
| 6.  | Banana Nirvana              | 4:00  |
| 7.  | Mister Pyxie                | 3:35  |
| 8.  | Bad De Grass Sax            | 2:00  |
| 9.  | Deep In The Sky             | 5:09  |
| 10. | Flying Tea-Pot              | 2:00  |
| 11. | Out Of Space                | 3:00  |
| 12. | Wet Drum Sandwich           | 3:28  |
| 13. | Mange Ton Calepin           | 3:41  |
| 14. | You Can't Kill Me           | 6:23  |
| 15. | Titicaca (Glastonbury 89)   | 7:00  |
| 16. | Flute Coda (Glastonbury 89) | 3:27  |

## Musiciens (1-14)
- Guitare, Chant : Daevid Allen
- Guitare : Steve Hillage
- Chant : Gilli Smyth
- Claviers : Tim Blake
- Basse : Mike Howlett
- Flute, Saxophone : Didier Malherbe
- Batterie : Pierre Moerlen